# Manuel Márquez Sterling
Carlos Manuel Agustin Márquez Sterling y Loret de Mola, connu sous le nom Manuel Márquez Sterling,  est un journaliste, un écrivain, un homme politique, un diplomate et un joueur d'échecs cubain né le 28 août 1872 à Lima et mort le 9 décembre 1934 à Washington. Il fut président de Cuba par intérim pendant près de six heures le 18 janvier 1934 de 6 h 10 à 12 h 00, puis ambassadeur de Cuba à Washington.

## Biographie
Manuel Márquez Sterling est né à Lima au Pérou, où son père était représentant des mouvements indépendantistes cubains. En 1895, lors d'un voyage en Espagne, il soutint publiquement l'indépendance de Cuba. De retour à La Havane, il fut arrêté pour sa prise de position, puis il quitta Cuba pour le Mexique puis les États-Unis où il fut secrétaire du représentant du mouvement indépendantiste cubain à Cuba.
Il participa à la résistance contre la dictature du président Gerardo Machado et, après sa chute, accepta de prendre la présidence le 18 janvier 1934 à la suite de Carlos Hevia de los Reyes Gavilán jusqu'à l'investiture de Carlos Mendieta Montefur.
En tant qu'ambassadeur de Cuba aux États-Unis en 1934, il participa à l'abrogation de l'amendement Platt qui officialisait le droit d'ingérence américain dans les affaires cubaines.
Auteur de nombreux livres, Manuel Márquez Sterling participa au tournoi d'échecs international de Paris en 1900 qui fut remporté par le champion du monde Emanuel Lasker et au championnat de Cuba en 1902, où jouait également le jeune prodige José Raúl Capablanca. Il disputa des parties contre Albert Hodges (nulle) et Harry Nelson Pillsbury à New York et contre David Janowski à Paris en 1895, contre Frank Marshall à New York en 1900.

## Ouvrages
- (es) La Diplomacia en nuestra historia, Instituto Cubano del Libro, 1909, rééd. 1967
- (es) Los últimos días del Presidente Madero, Instituto Nacional de Estudios Históricos de la Revolución Mexicana, 1985
- (es) La muerte de Madero y Pino Suárez: Gestión diplomática del Señor Ministro de Cuba en México, Tip. El Norte, 1923Écrit avec Modesto Barrios.